# متغير (رياضيات)
في علم الحاسبات والرياضيات، المتغير أو المتغيَّرة أو المتحول (بالإنجليزية: variable)‏ هو تمثيل رمزي يدلّ على كمية أو تعبير. بعض الأمثلة تتضمن درجة حرارة الغرفة وارتفاع صوت الكلام. يمثل المتغير عادة باستخدام رمز أو حرف أو كلمة مثل x وy وtime.
في الرياضيات، تمثّل المتغيّرة في أغلب الأحيان كمية «مجهولة» لها إمكانية التغير؛ في علم الحاسبات، تمثّل مكانا فيه يمكن أن تخزن قيمة ما. المتغيّرات تتناقض في أغلب الأحيان مع الثوابت، فالثوابت معروفة وغير قابلة للتغير. يستخدم مصطلح المتغير في علوم الرياضيات والعلوم والفيزياء والهندسة والبرمجة وغيرها. في الفيزياء والهندسة، يكون للمتغير معنى مشابه، حيث أن المتحول هو كمية تكون قيمتها متغيرة على طول التجربة، على اختلاف العينات، أو أثناء تشغيل النظام.

## تاريخ
يرمز عادة إلى المتغير باستخدام الرمز x ويرجع استخدام هذا الحرف إلى الكلمة العربية (شيء) التي ذكرت في كتب علم الجبر عند علماء الرياضيات العرب، وعند ترجمة هذه الكتب إلى اللغة الإسبانية القديمة كتبت على شكل الكلمة xei (لفظها "šei") ولاحقاً تم أخذ الحرف الأول من هذه الكلمة للتعبير عن المتحول.